# Sidama

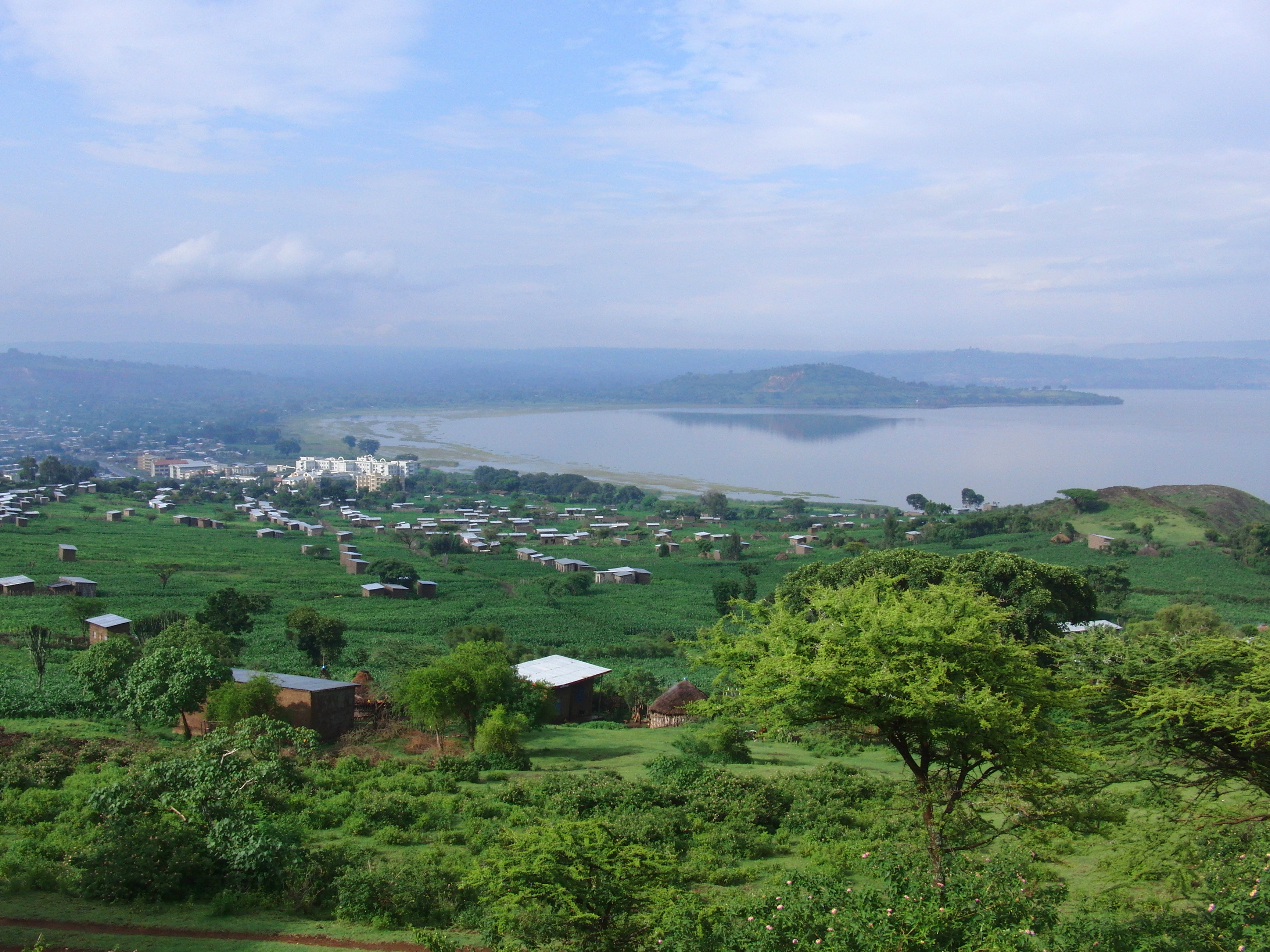
Arredores de Awasa

A Região de Sidama é uma das regiões administrativas (kililoch) da Etiópia. Foi formada em 18 de junho de 2020, a partir da Região das Nações, Nacionalidades e Povos do Sul (RNNPS) e transformada na Zona de Sidama após uma votação de 98,52% a favor do aumento da autonomia no Referendo de Sidama de 2019. Sidama é o nome do povo Sidama e da terra Sidama. Sidama faz fronteira ao sul com a região de Oromia (exceto por um pequeno trecho no meio onde faz fronteira com a zona de Gedeo), a oeste com o rio Bilate, que a separa da zona de Wolayita, e a norte e leste pela região de Oromia. As cidades em Sidama incluem Awasa, a capital de Sidama e da RNNPS, Yirgalem, Wondogenet, Chuko, Hula, Bona, Bursa, Bensa e Aleta Wendo. Sidama tinha uma população de cerca de 3,2 milhões em 2017, que falam as línguas cuchíticas Sidama (também conhecido como Sidaamu Afoo).
Sidama tem 879 quilômetros de estradas para todos os climas e 213 quilômetros de estradas para climas secos, para uma densidade média de estradas de 161 quilômetros por 1 000 quilômetros quadrados.
A região de Sidama é a principal região produtora de café da Etiópia, o que contribui muito para as divisas do governo federal. A Agência Central de Estatísticas da Etiópia (CSA) informou que 63 562 toneladas de café foram produzidas em Sidama e Gedeo no fim do ano de 2005, com base em registros de inspeção da autoridade etíope de café e chá. Isso representa 63% da produção da RNNPS e 28% da produção total da Etiópia.
A região também é rica em recursos hídricos, que são subutilizados. As principais causas de morbidade e mortalidade na RNNPS são atribuídas principalmente à falta de água potável, saneamento deficiente e baixa conscientização pública sobre saúde ambiental e práticas de higiene pessoal.
Há um alto valor atribuído ao gado pelos Sidama, entre os quais uma pessoa sem gado não é considerada uma pessoa social totalmente adulta, mas um pária. O número de bovinos é um bom indicador de riqueza e dá maior popularidade para o fazendeiro que possui mais gado.